# Kerbwirkung

Querschnittsveränderung führt zu einer Umlenkung und Verdichtung von Kraftflusslinien und damit zu Spannungsspitzen

Die Kerbwirkung tritt an eingeschnittenen oder gekerbten Körpern auf, die auf Zug, Scherung oder Torsion belastet werden. Sie setzt sich aus zwei Mechanismen zusammen:
- Aus einer örtlichen Spannungskonzentration (Beanspruchungserhöhung), die  durch die Formzahl {\displaystyle {\mathcal {}}\alpha _{k}} beschrieben wird.
- Aus einer Stützwirkung, bei der das Material sowie das konkrete Abklingverhalten der Spannungskonzentration den Spannungsspitzen entgegenwirken und so die Schädigungswirkung abmindern (ausgedrückt durch die Stützziffer nach DIN 743: {\displaystyle {\mathcal {}}n}).

Die Kerbwirkungszahl ist als Quotient aus Formzahl und Stützziffer definiert: {\displaystyle {\mathcal {}}\beta _{k}={\frac {\alpha _{k}}{n}}}

## Technische Bedeutung
Die Kerbwirkung ist häufig unerwünscht, da sie Bauteile in technischen Anwendungen höher beansprucht, sodass diese, um ihre bestimmungsgemäße Lebensdauer zu erreichen, größer gebaut werden müssen oder ansonsten vorzeitig versagen. Andererseits wird die Kerbwirkung gezielt eingesetzt.
Siehe hierzu auch: Kerbfestigkeit

### Gezielte Anwendung

Links: gekerbtes Bauteil; rechts: Entlastungskerbe verbessert Kraftfluss

- Entlastungskerben: Eine zusätzliche Kerbe kann den Kraftfluss an einem stark belasteten Bereich vorbeileiten. Nebenstehendes Bild verdeutlicht den Effekt. Die roten Pfeile zeigen den Kraftfluss. Im Beispiel (Bild links) wird aus konstruktiven Gründen ein scharfer Absatz benötigt, was mit hohen Kerbspannungen einhergeht. Das Bauteil wird wechselnd belastet und wird an diesem Absatz (roter Kreis) brechen, da er die Schwachstelle darstellt. Eine zusätzliche Kerbe (Bild rechts) mit großem Radius lenkt den Kraftfluss sanft auf den kleineren, unteren Querschnitt um. So sinkt die maximale Spannung im Bauteil und die Tragfähigkeit erhöht sich, anstatt sich zu verringern. Entlastungskerben können auch unbeabsichtigt auftreten, beispielsweise beim Glasschneiden.Blindnieten: die unterhalb des Dorns sichtbaren Kerbungen sind Sollbruchstellen, an dieser Stelle reißt der Stift ab.

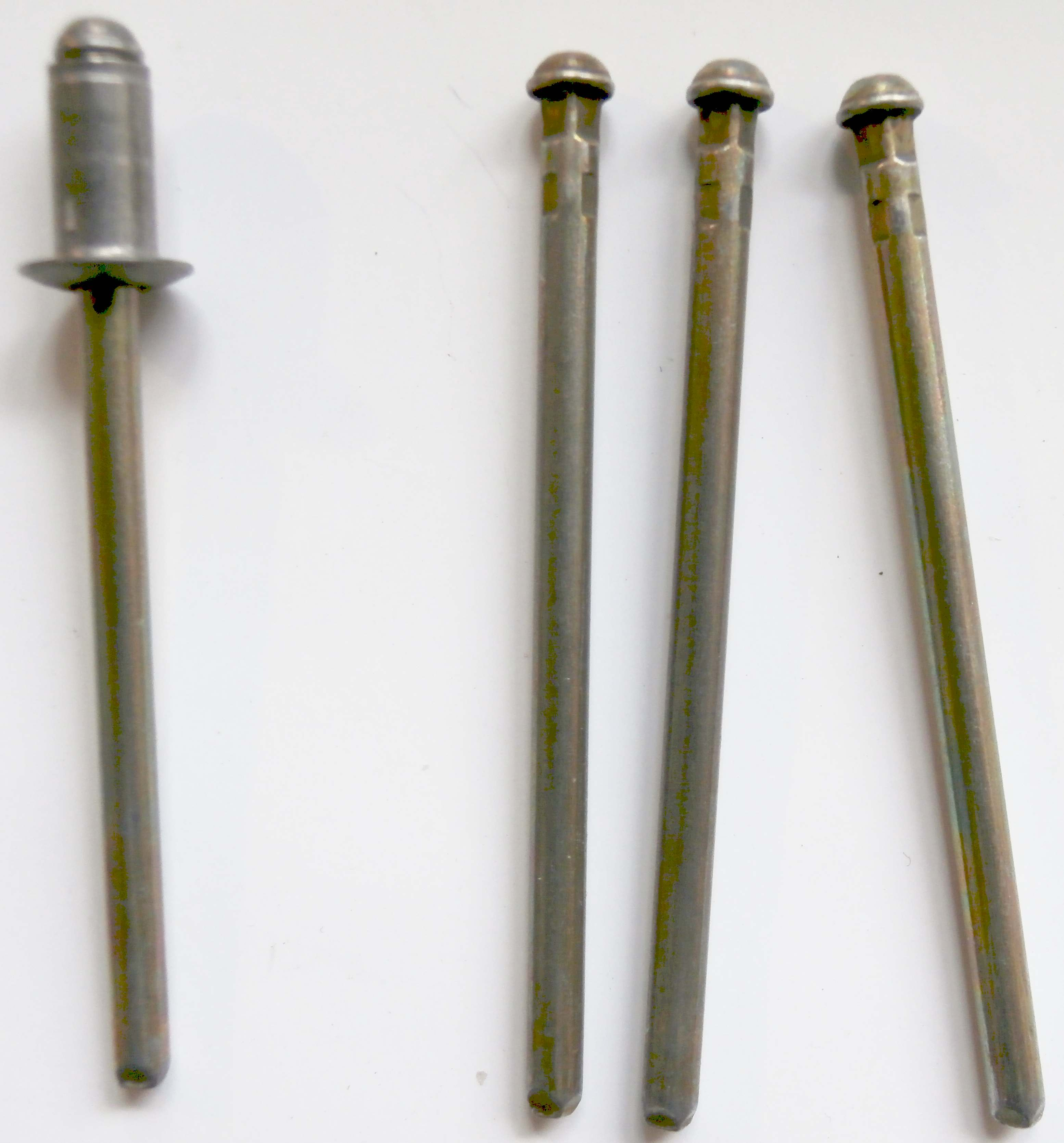
Blindnieten: die unterhalb des Dorns sichtbaren Kerbungen sind Sollbruchstellen, an dieser Stelle reißt der Stift ab.

- Um bei Überlastungen einen unvermeidbaren Bruch gezielt nur an einer bestimmten Stelle auftreten zu lassen, werden Kerben als Sollbruchstellen platziert. Bei der Konstruktion achtet man dann darauf, dass die Bruchstelle einfach erreichbar und das geschädigte Bauteil kostengünstig ersetzbar ist, sowie auch weitergehende Schadensrisiken vermieden werden.
- Anritzen von Glas, Keramik und anderen spröden Materialien, um sie gezielt entlang der Kerbe zu brechen. Ein laienhafter Versuch, die Wirkung des Anritzens zu verbessern, indem der Vorgang wiederholt wird, hat die gegenteilige Wirkung. Es entstehen Entlastungskerben und das Material bricht schlechter.
- Verpackungen, wie z. B. Konservendosen oder Getränkedosen mit Aufreißlaschen oder Folienverpackungen werden mit vorgestanzten Kerben versehen, um das Öffnen zu erleichtern

### Kerbwirkung als Störfaktor und Gegenmaßnahmen

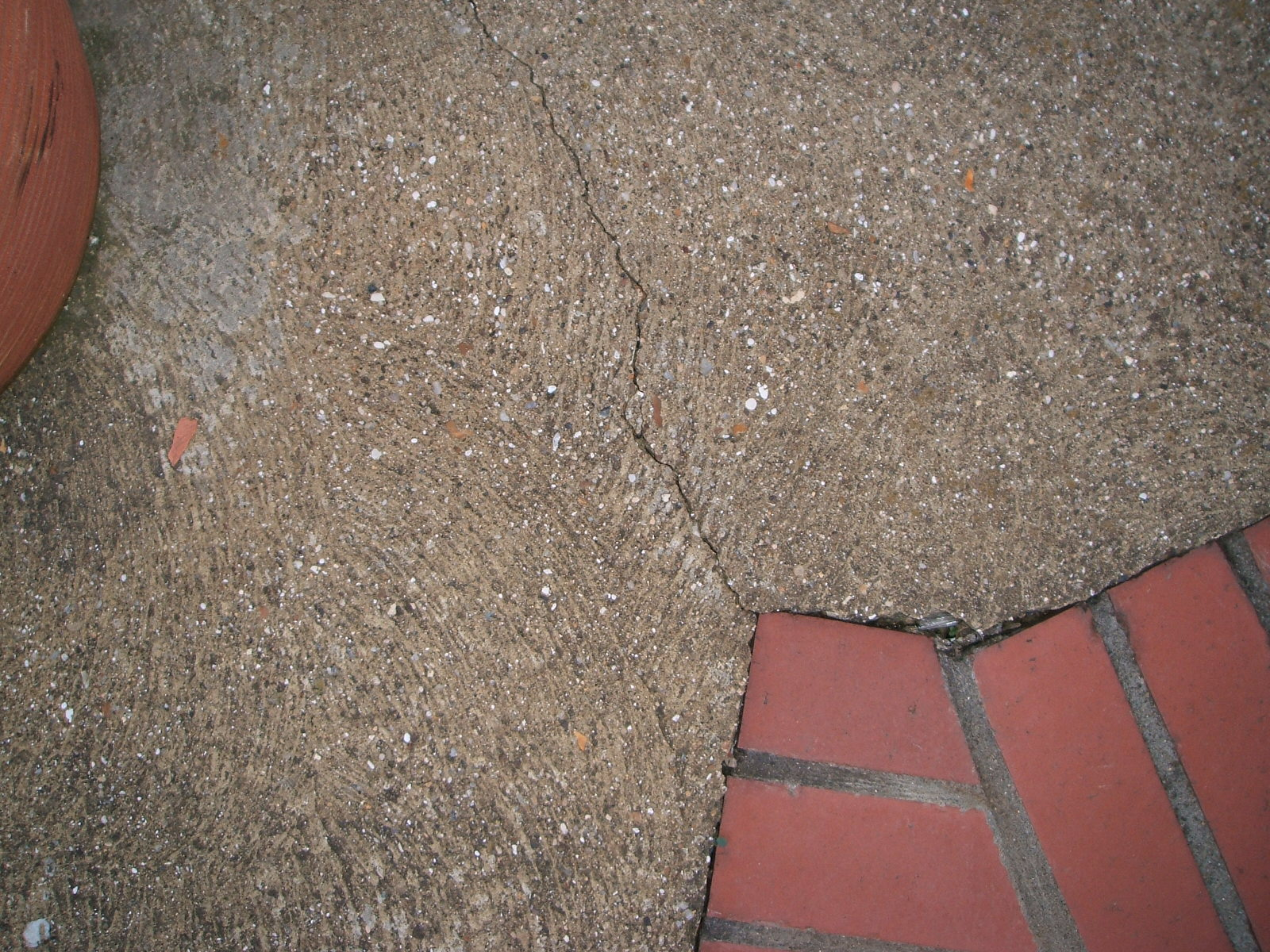
Kerbwirkung verursacht Riss in Beton

Kerben, die zu einem unerwünschten Ausfall führen, können zahlreiche Ursachen haben:
- Viele natürliche Vorgänge hinterlassen Kerben, wie z. B. Rost an der Oberfläche von Stahlbauteilen. Die Struktur solcher Konstruktionen wird geschwächt; nach fortschreitender Schädigung beendet dann ein Riss spontan die Tragfähigkeit.
- Die Kerbwirkung geht von rauen Oberflächen aus. Oftmals kann man ihr mit geglätteten oder polierten Oberflächen entgegenwirken.
- Einschlüsse im Körper, z. B. Lunker oder Graphit in Grauguss, wirken als Kerben.
- Die Art des Fügeverfahrens, z. B. Nieten statt Kleben, beeinflusst die Kerbwirkung an der Nahtstelle.
- Die Geometrie des Bauteils kann Kerbenwirkung hervorrufen, z. B. ein Wellenabsatz oder eine Änderung des Querschnitts rotationssymmetrischer (runder) Bauteile.
- Schweißnahtübergänge haben durch ihre geometrische Form und durch Zugspannungen aufgrund des Erkaltungsprozesses eine starke Kerbwirkung. Diese kann durch Bearbeitung mittels Hochfrequenzhämmern sehr effektiv reduziert werden.
- Das Anreißen eines metallenen Werkstückes mit einer Reißnadel erzeugt eine Fissur, die Kerbwirkung haben kann. Im Flugzeugbau, z. B., ist die Verwendung von Reißnadeln generell verboten, das Anreißen geschieht mit einem geeigneten Bleistift.

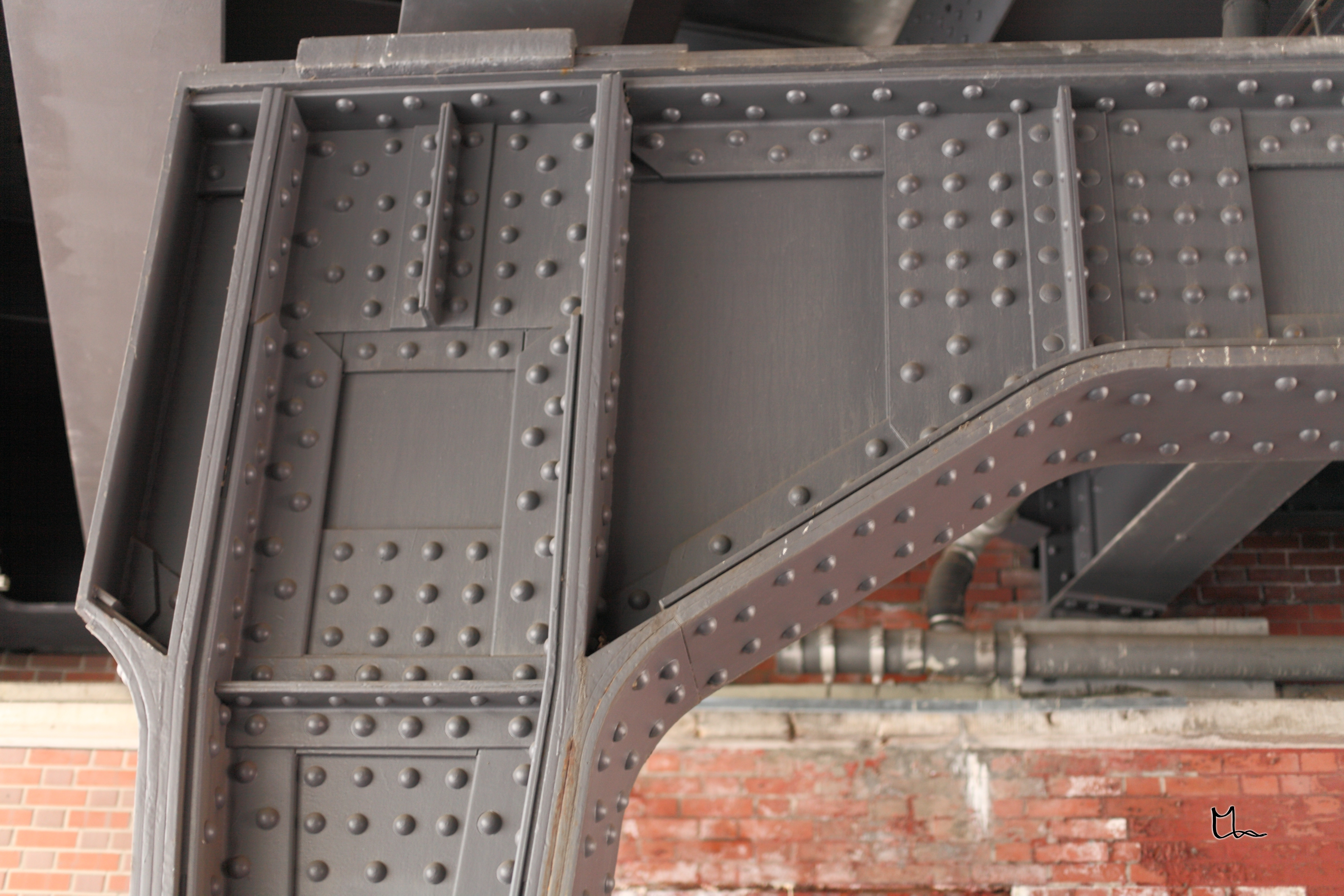
Nietverbindung mit keilförmigen Einlagen (Rippen) zur Reduzierung der Kerbwirkung am Übergang vom senkrechten Pfeiler zum waagerechten Träger
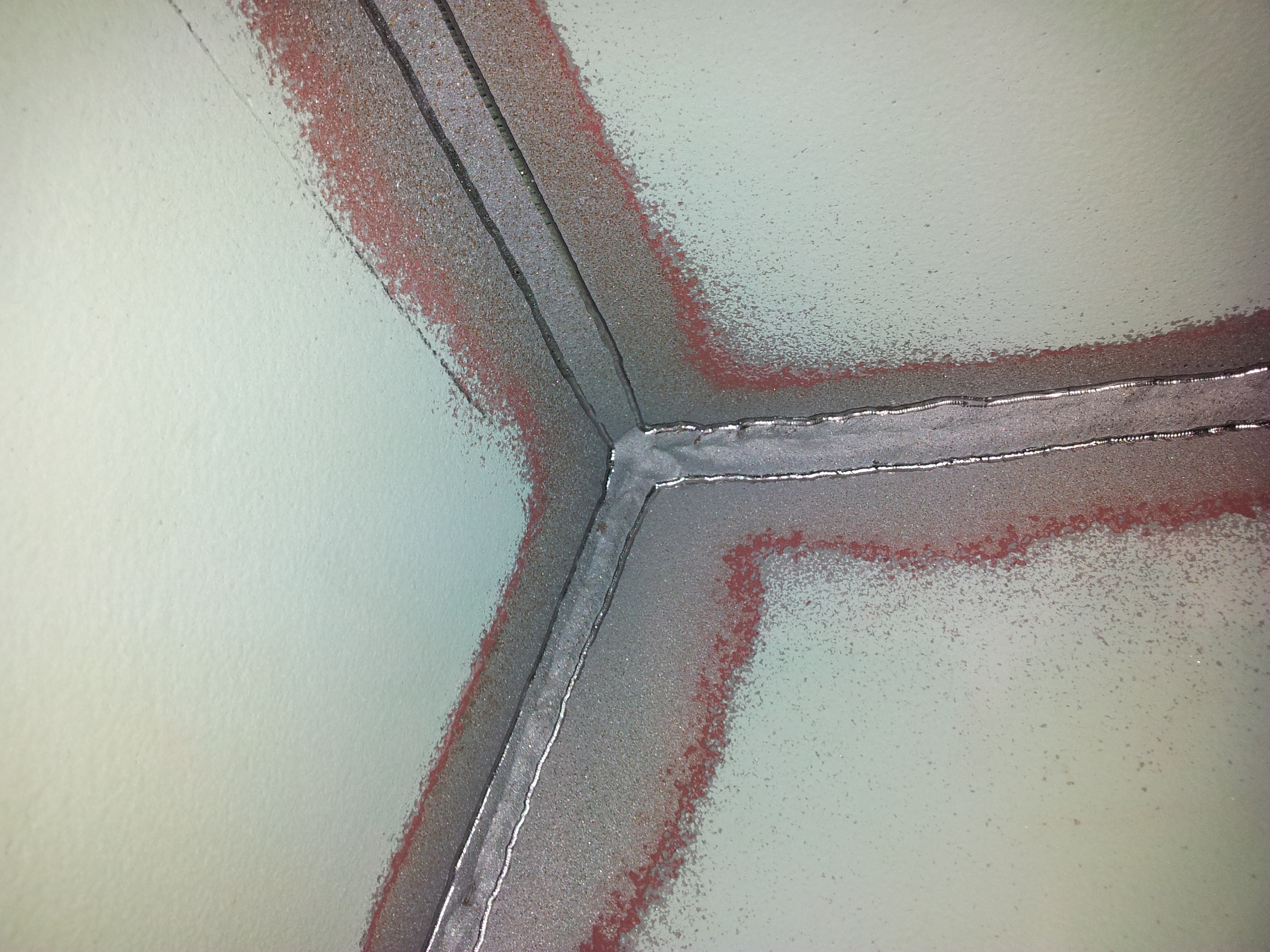
Beispiel einer mittels High Frequency Impact Treatment (kurz HiFIT) / Hochfrequenzhämmern nachbehandelten Schweißkonstruktion zur Reduzierung der Kerbwirkung am Schweißnahtübergang
Freistich reduziert die Kerbwirkung an scharfen Kanten
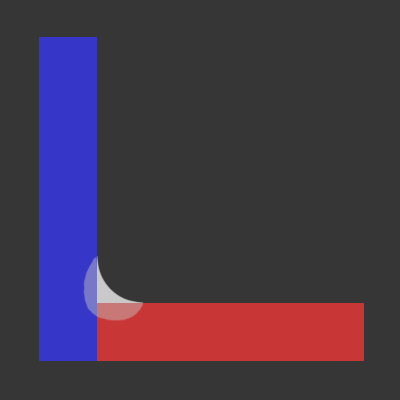
Hohlkehle verringert Kerbwirkung

## Mechanismus
Die sechs Bilder zeigen, wie die Kerbwirkung entsteht:
1. Ausgangslage: Ein normaler Rundstab, der nicht belastet wird und eine zylindrische Form hat.
2. Wird an den Enden eine Zugkraft längs der Bauteilachse aufgebracht, dann verlängert sich der Stab unter dem Einfluss der Zugkraft. Gleichzeitig zieht er sich quer zur Zugrichtung (rote Pfeile) zusammen (Querkontraktion).
Wie sehr er sich in Querrichtung zusammenzieht, wird von der Querdehnungszahl (Poissonzahl {\displaystyle \nu }) beschrieben:
  1. Einige Werkstoffe dehnen sich bei Zug aus ({\displaystyle \nu } < 0).
  2. Viele Gebrauchswerkstoffe schnüren sich so ein, dass das Volumen näherungsweise konstant bleibt (perfekte Volumenkonstanz entspricht {\displaystyle \nu } = 0,5).
3. Schweißt man an den Rundstab eine Hülse an (gelb hinterlegt) und belastet ihn wiederum auf Zug, so ändert sich nichts Wesentliches an den Verhältnissen. Auch hier zieht sich der Stab in Querrichtung zusammen.
4. Wenn allerdings die Hülse mit dem Rundstab über die gesamte Länge fest (stoffschlüssig) verbunden wäre oder – was von der Wirkung analog wäre – der Zugstab eingekerbt wird, ergeben sich zusätzliche Spannungen. Die gelb markierten Zonen werden von der Zugkraft in Längsrichtung nicht gedehnt, deshalb ziehen sie sich nicht in Querrichtung zusammen. Andererseits möchte sich das Kernmaterial (grau hinterlegt), welches die Zugkraft weiterleitet, nach innen zusammenziehen (rote Pfeile). Die gelb markierten Zonen sacken aber nicht nach und erzeugen stattdessen eine Querkraft, die nach außen gerichtet ist und das Kernmaterial an der Querkontraktion hindern will.
5. Hier ist die Spannungsverteilung in einem Rundstab dargestellt, der auf Zug belastet wird. Die Spannungen verteilen sich einigermaßen gleichmäßig über den gesamten Querschnitt.
6. Wählt man eine dickeren Zugstab und versieht ihn mit einem Einstich, sodass der Restquerschnitt den gleichen Durchmesser {\displaystyle d} hat, wie der vorige Rundstab, dann ergibt sich an den Übergangsstellen eine Spannungsüberhöhung. In dieser Situation entstehen nicht nur Zugspannungen in Längsrichtung, sondern die Kerbe erzeugt auch Zugspannungen in Querrichtung. Das tragende Kernmaterial wird zusätzlich belastet und der nun mehrachsige Spannungszustand führt zu lokalen Spannungsspitzen. Die Welle mit der Kerbe ist also weniger tragfähig als der ungekerbte, schmale Rundstab, obwohl er mehr Material und im engsten Querschnitt den gleichen Durchmesser hat.

Nimmt man an, dass in Bild (4) der größte Durchmesser {\displaystyle D} und der kleinste Durchmesser {\displaystyle d} ist, dann reißt dieser gekerbte Stab bei geringeren Zugspannungen, als ein Stab, der über die gesamte Länge nur einen Durchmesser {\displaystyle d} besitzt.
Wie stark eine Kerbe die Spannung überhöht, hängt allein von der Form der Kerbe ab. Spitze oder tiefe Kerben wirken stärker als gut ausgerundete oder flache Kerben.
Welche örtliche Schädigungswirkung zustande kommt, hängt vom Werkstoff und der Belastungsart ab.
- Der Werkstoff kann besonders empfindlich auf Kerbeinflüsse sein; dies gilt insbesondere für spröde Werkstoffe. Zähe (duktile) Werkstoffe hingegen können durch plastische Deformation (Fließen) Spannungsspitzen abbauen. Des Weiteren sind Werkstoffe wie lamellares Gusseisen durch ihr besonderes Gefüge ausgesprochen unempfindlich gegenüber zusätzlichen Kerben, da es durch sein Gefüge schon voller Kerben und somit an sich ausgesprochen spröde ist.
- Zu den einachsigen Belastungen zählen ruhende, schwellende Zugbelastung oder wechselnde Belastung (Zug-Druck im Wechsel). Mehrachsige Belastungsfälle können Zug/Druck, Biegung oder Torsion kombinieren.

## Berechnung
Die Berechnung von Kerben im Zuge der Tragfähigkeitsberechnung von Wellen ist in der DIN-743 (Teil 1–4) genormt. Für die Konstruktion von Bauteilen unter Berücksichtigung der Kerbwirkung sind zwei Größen relevant: Die Formzahl {\displaystyle \alpha _{k}} und die Kerbwirkungszahl {\displaystyle \beta _{k}}. Die Formzahl ist definiert als das Verhältnis von Spannungsüberhöhung zu Nennspannung, die Kerbwirkungszahl als Verhältnis der Ausschlagsspannungen von ungekerbter und gekerbter Probe.

### Formzahl

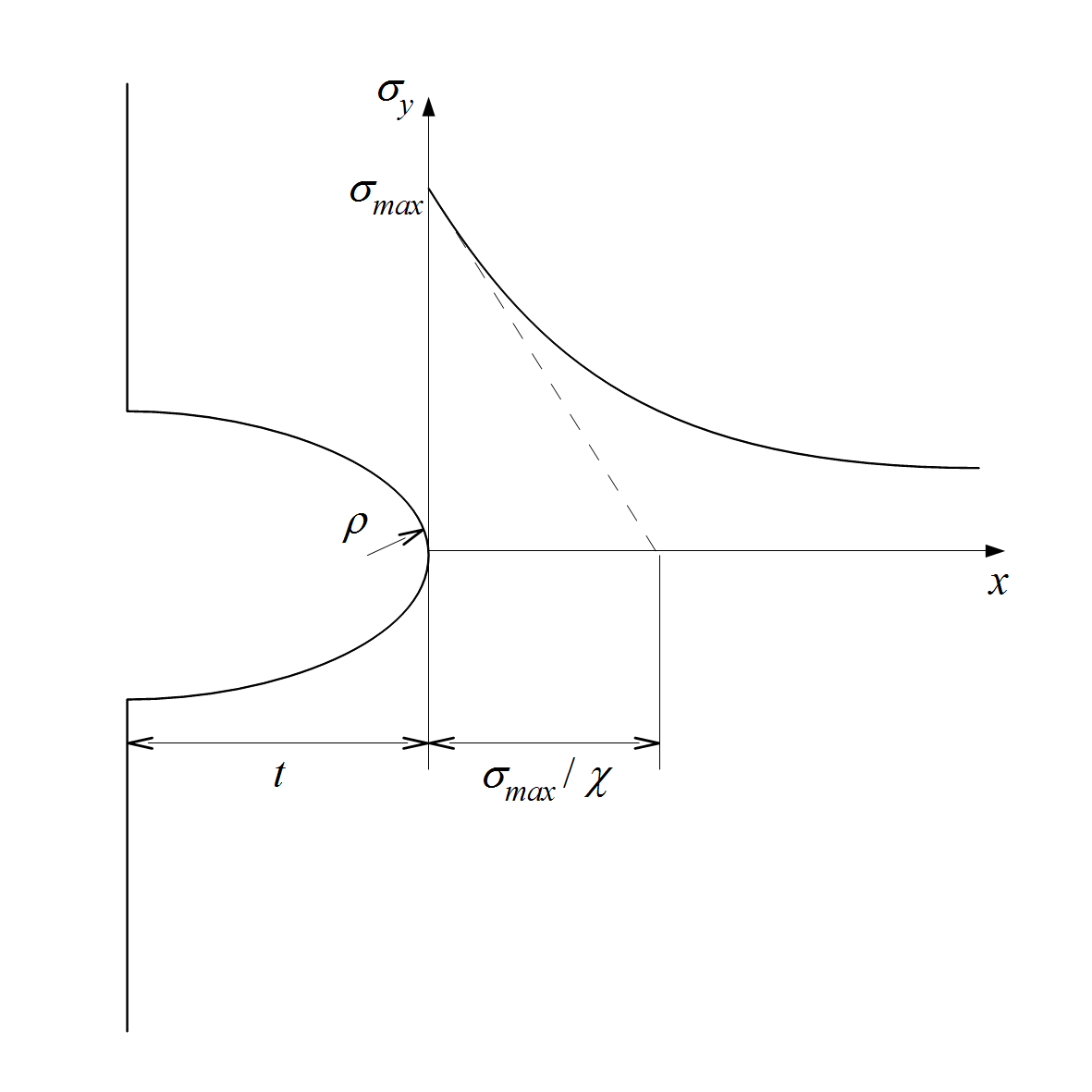
Visualisierung der Spannungsspitze an einem gekerbten Flachstab

Der Spannungsverlauf im Querschnitt einer Kerbe ist, anders als bei einem flachen Zugstab, nicht linear. An den Rändern finden sich Spannungsspitzen, die teilweise um ein Vielfaches höher sind als die Nennspannung. Zum Ausgleich ist die tatsächliche Spannung in der Querschnittsmitte geringer als die Nennspannung. Die Formzahl setzt nun die höchste in der Kerbe vorliegende Spannung in ein Verhältnis zur Nennspannung:
{\displaystyle \alpha _{k}={\frac {\sigma _{\text{max}}}{\sigma _{n}}}}
Dabei ist
{\displaystyle \sigma _{\text{max}}} die Spannungsspitze
{\displaystyle \sigma _{n}} die Nennspannung.
Die Formzahl ist abhängig von der Geometrie des Werkstücks. Es gilt dabei
{\displaystyle \alpha _{k}=1+{\frac {1}{\sqrt {W}}}}.

Graph zur Bestimmung der Formzahl bei einem Wellenabsatz

{\displaystyle W} ist eine Geometriefunktion, die für jede Kerbe unterschiedlich ist. Selbst für einfache Geometrien nimmt {\displaystyle W} in der Regel komplizierte Zusammenhänge an. In der Praxis wird die Formzahl meist nicht von Hand berechnet, sondern aus in Tabellenwerken abgedruckten Diagrammen abgelesen. Im nebenstehenden Bild wird ein derartiges Diagramm gezeigt. Auf der Abszisse wird das Verhältnis des Kerbradius zum Wellendurchmesser abgetragen, auf der Ordinate die Formzahl {\displaystyle \alpha _{k}}. Die blauen, übereinanderliegenden Linien repräsentieren das Verhältnis der Durchmesser an dem am Wellenabsatz vorliegenden Durchmesserübergang. Höherliegende Linien stellen dabei höhere Durchmesserübergänge dar. Es wird sichtbar, dass die Formzahl besonders große Werte bei scharfen Kerbradien und großen Durchmesserübergängen annimmt. Folglich sind bei der Konstruktion von Bauteilen flache Kerben und kleine, eventuell in mehreren Schritten realisierte Durchmesserübergänge gute Lösungen.
Formzahlen können auch mithilfe der Finite-Elemente-Methode (FEM) ermittelt werden. Gleiches gilt für spannungsoptische Untersuchungen und Dehnungsmessungen. Bei bekannter Stützziffer kann die Kerbwirkung für den speziellen Anwendungsfall ermittelt werden.

### Kerbwirkungszahl
Die Kerbwirkungszahl wird zur Auslegung von unter schwingender Beanspruchung stehenden Bauteilen verwendet. Zur Bestimmung werden eine gekerbte und eine ungekerbte Probe einem Wöhlerversuch unterzogen. Die gekerbte Probe bricht bei gleicher Ausschlagsspannung in der Regel nach einer geringeren Zahl an Lastzyklen, da die Kerbe zum Ausgangspunkt eines Risses wird. Folglich liegt Dauerfestigkeit bei der glatten Probe bei höheren Ausschlagsspannungen vor als bei der gekerbten Probe. Das Verhältnis dieser beiden Ausschlagsspannungen ist definiert als Kerbwirkungszahl. Es gilt
{\displaystyle \beta _{k}={\frac {\sigma _{A}}{\sigma _{Ak}}}}.
Dabei ist:
{\displaystyle \sigma _{A}} die Ausschlagsspannung, die bei einer ungekerbten Probe zu Dauerfestigkeit führt
{\displaystyle \sigma _{Ak}} die Ausschlagsspannung, die bei einer gekerbten Probe zu Dauerfestigkeit führt.
Während die Formzahl eine rein geometrische Größe ist, wird die Kerbwirkungszahl über die Ergebnisse empirischer Versuche definiert und ist abhängig von der Zugfestigkeit des verwendeten Werkstoffs.